# 12 v.Chr.

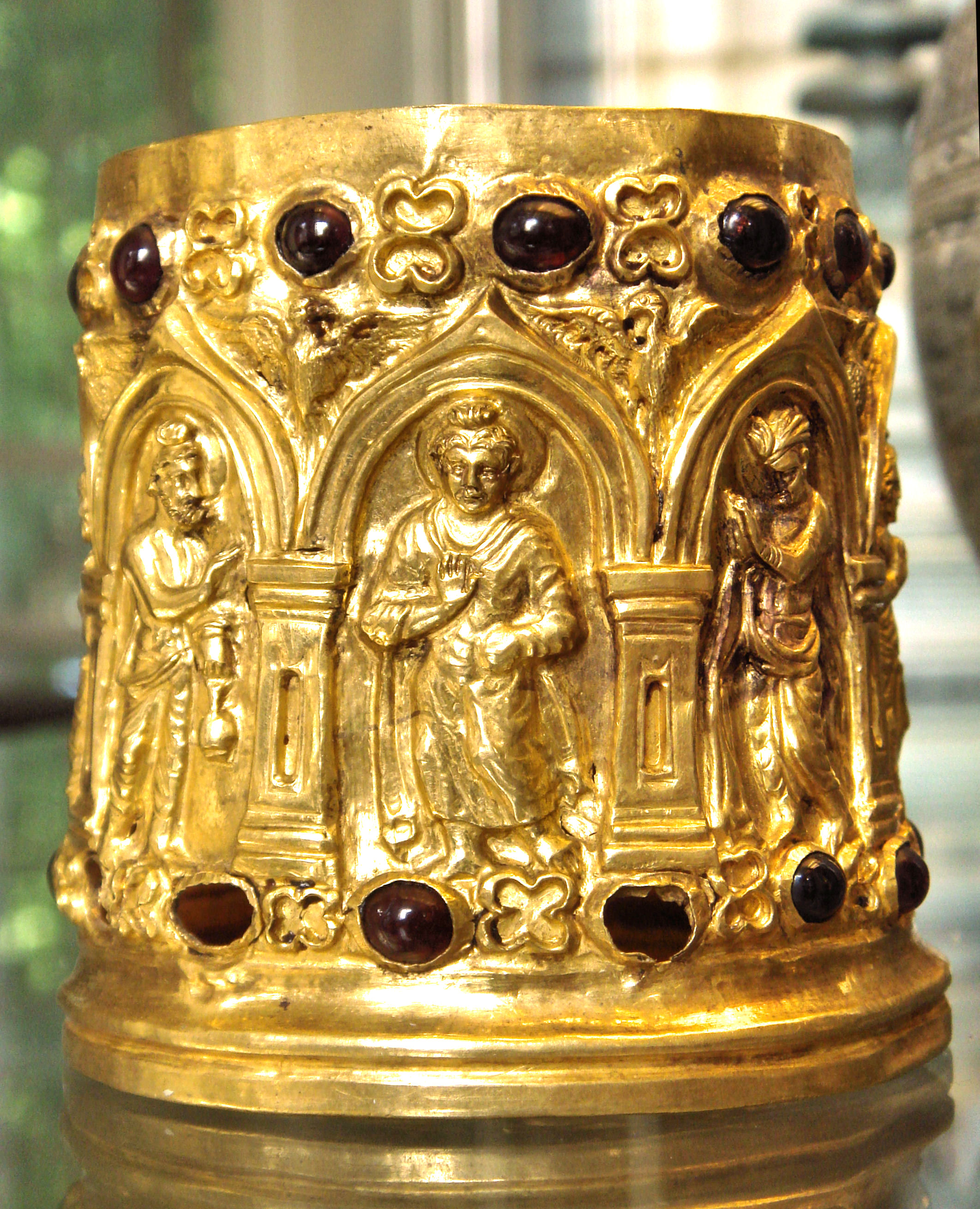
De Bimaran relikwie, waarin twee munten van Azes II aangetroffen zijn

Het jaar 12 v.Chr. is een jaartal in de 1e eeuw v.Chr. volgens de christelijke jaartelling.

## Gebeurtenissen

### Italië
- In Rome wordt keizer Augustus door de Senaat benoemd tot pontifex maximus, de opperste priester van de Romeinse staatsreligie (religio Romana).
- De Romeinse vloot wordt overgebracht naar de nieuwe marinebasis bij Misenum op Sicilië.

### Balkan
- Tiberius Claudius Nero onderdrukt een opstand in Dalmatië en Pannonië, hij verovert het gebied van de Midden-Donau (huidige Hongarije).

### Germanië
- Drusus breidt het Romeinse Keizerrijk uit langs de Rijn tot aan de Elbe.
- Drusus laat een vloot van meer dan 1000 schepen bouwen die via de Rijn, Noordzee en Weser het te veroveren Germanië binnenvaart. Hij stuurt een kleine vloot langs de Noordzee-kust en verkent het gebied van de Ampsivaren in Noord-Germanië.
- Drusus sticht in de Elzas langs de Limes, het Romeinse grensfort Argentoratum (Straatsburg) en vestigt er Legio VIII Augusta.
- Drusus sticht in Germania Inferior aan de riviermonding de Lippe, een Romeinse kolonie: Colonia Ulpia Traiana (huidige Xanten). Op de Fürstenberg wordt het legerkamp Castra Vetera gebouwd, voor het versterkte fort ontstaat een civiele nederzetting (canabae legionis). Hier wonen en werken de ambachtslieden, handelaars en de gezinnen van de legionairs. Het legerkamp vormt een uitvalsbasis voor twee Romeinse legioenen (± 10.000 man).

### Nederlanden
- Romeinen onderwerpen Friezen ten noorden van de grote rivieren.
- Eerste vermelding Bataven als socii (bondgenoten) in Romeinse dienst ter bescherming van de Rijnlinie.
- Romeinse veldheer Drusus Claudius Nero legt strategische waterwerken aan. De Drususdam regelt de waterstand bij de splitsing Rijn en Waal (Herwen). De Drususgracht verbindt de Oude Rijn via de Vecht (wellicht bij Neude in Utrecht) met het Flevomeer.
- Belgica administratieve Romeinse provincie inclusief Nederlandse gebieden in Germania Romana op linkeroever Rijn.

### India
- Koning Azes II overlijdt. In het noordwesten van India wordt het Indo-Scythische Rijk bedreigt door de Kushanen, een van de vijf stammen van de Yuezhi in Bactrië.

## Geboren
- Herodes van Chalkis, hogepriester en tetrarch (vazalkoning) van Chalkis
- Marcus Vipsanius Agrippa Postumus, zoon van Marcus Vipsanius Agrippa en Julia Caesaris (overleden 14)

## Overleden
- Marcus Vipsanius Agrippa (51), Romeins veldheer en vriend van Imperator Caesar Augustus
- Sextus Propertius, Romeins elegisch dichter